# Megacopta cribraria

Ausbreitung der Art im Südosten der USA von 2009 bis 2012

Megacopta cribraria ist eine Wanzenart aus der Familie der Kugelwanzen (Plataspididae). Die ursprünglich in Asien verbreitete Art wurde durch den Menschen in die Vereinigten Staaten von Amerika eingeschleppt und gilt dort als Schädling in der Landwirtschaft, da sie sich vor allem von Hülsenfrüchtlern (Fabaceae) ernährt, wobei Kudzu (Pueraria montana) die wichtigste Nahrungspflanze ist. Die Art ist wahrscheinlich mit der sehr ähnlichen Art Megacopta punctatissima konspezifisch, das heißt, es handelt sich vermutlich um dieselbe biologische Art.

## Merkmale
Die Wanzen sind 3,5 bis 6,0 Millimeter lang und haben einen abgerundet-rechteckigen Körperbau. Weibchen sind etwas größer als Männchen und können von diesen unter anderem durch ihr Hinterleibsende unterschieden werden. Bei den Weibchen ist dieses abgerundet, wohingegen bei den Männchen eine kleine Einkerbung zu sehen ist. Die Bauchseite ist schwarz und mäßig punktiert. Bei den Weibchen ist die Unterseite des Hinterleibes seitlich breit blass gefärbt, bei den Männchen beschränkt sich diese Färbung auf das zweite und dritte sichtbare Sternit. Das vierte bis sechste Segment ist bei ihnen schwarz und an den Seiten dicht mit Borstenhaaren (Setae) versehen. Der ansonsten hellbraune bis olivgrüne Körper der Tiere ist mit zahlreichen dunklen Flecken versehen. Der Kopf ist flach. Das zweite Glied der Fühler hat nur etwa ein Drittel der Länge des dritten Segments oder ist noch kürzer. Das Schildchen (Scutellum) ist typisch für einen Vertreter der Plataspididae vergrößert und überdeckt die Flügel und große Teile des Hinterleibes. Es ist 1,5-mal so breit wie lang und hinten abgestutzt oder sehr breit abgerundet. Die breiteste Stelle befindet sich hintersten Viertel. Die Basis des Schildchens hat einen schräg verlängerten Bereich, der durch eine deutlich eingedrückte Linie begrenzt ist. Die vergrößerten Tarsen sind zweigliedrig. Die Schienen (Tibien) tragen Setae und ihnen fehlen kräftige Dornen.
Die langgestreckt-ovalen Eier sind 0,8 bis 0,9 mal 0,4 bis 0,5 Millimeter groß. Sie sind anfangs weiß, verfärben sich aber gebrochen weiß bis blass lachsfarben, mit dunkleren Linien in Längsrichtung. An einem Ende sind die Eier abgestutzt und haben dort einen Ring aus rauen Anhängseln. Die Nymphen sind anfangs rötlichbraun, im zweiten und dritten Stadium gelblich-grün und später grünlich-braun gefärbt. Im fünften Stadium sind sie vier bis fünf Millimeter lang und haben einen ovalen Körper. Sie sind hell- bis dunkelbraun und behaart. Die seitlichen Ränder des Thorax und des Hinterleibs sind etwas abgeflacht.

## Vorkommen
Das natürliche Verbreitungsgebiet der Art umfasst große Teile Asiens (Pakistan, Indien, Sri Lanka, China, Taiwan, Vietnam, Myanmar, Thailand, Japan, Korea, Indonesien, Malaysia), Neukaledonien und Australien.
Die erste Sichtung von Megacopta cribraria in den Vereinigten Staaten von Amerika erfolgte im Oktober 2009 in Georgia, als erste Art der Familie in der Neuen Welt. Nachdem die Art dort 2009 bereits in neun Countys im Nordosten nachgewiesen worden war, fand man sie 2010 bereits in 80 Countys von Georgia und in 16 weiteren in South Carolina. Mittlerweile (Stand 2012) ist die Art in sechs südöstlichen Bundesstaaten der USA verbreitet: Alabama, im Norden Floridas, Georgia, South- und North Carolina und im Süden von Virginia. DNA-Untersuchungen an zwei ihrer Darmsymbionten (Candidatus Ishikawaella capsulata und Wolbachia) zeigen, dass die Ausbreitung ihren Ursprung in einer einzelnen weiblichen Linie aus Japan hatte.

## Lebensweise
Die Tiere werden von hellen Farben, insbesondere von Weiß und Gelb angezogen. Wie auch andere Wanzen können sie zur Verteidigung ein übelriechendes Sekret absondern. Sowohl die Nymphen als auch die adulten Tiere fressen an der Unterseite der Blätter und an den Ästen ihrer Nahrungspflanzen. Sie verursachen unnatürliches Pflanzenwachstum und abgestorbene Bereiche an den Pflanzen.
Als Nahrungspflanzen von Megacopta cribraria sind vor allem Hülsenfrüchtler (Fabaceae) zu betrachten, wobei Kudzu (Pueraria montana) die wichtigste Nahrungspflanze ist. Die Wanzen sind außerdem an zahlreichen anderen Arten bzw. Gattungen dieser Familie nachgewiesen: Helmbohne (Lablab purpureus), Sojabohne (Glycine max), Straucherbse (Cajanus cajan), Phaseolus, wie Gartenbohne (Phaseolus vulgaris) und Limabohne (Phaseolus lunatus), Vigna, wie Mungbohne (Vigna radiata), Adzukibohne (Vigna angularis) und Urdbohne (Vigna mungo), Turibaum (Sesbania grandiflora), Guarbohne (Cyamopsis tetragonolobus), Lespedeza cyrtobotrya, Astragalus sinicus, Indigofera, Pongamia pinnata und Juckbohne (Mucuna pruriens). Darüber hinaus wird die Wanzenart in der Literatur auch an vielen Pflanzenarten aus anderen Familien genannt, wobei es sich vermutlich meist um irreführende Einzelfunde oder Fehler handelt. Die Art kann sich nämlich nur an zwei der in der Literatur erwähnten, nicht zu den Hülsenfrüchtlern gehörenden Pflanzenarten entwickeln. Dabei dauert die Entwicklung der Nymphen länger und Weibchen sind weniger fertil. Es handelt sich um Crossandra infundibuliformis (Familie der Akanthusgewächse (Acanthaceae)) und Gossypium hirsutum (eine Pflanzenart aus der Gattung Baumwolle aus der Familie der Malvengewächse (Malvaceae)).
In ihrer ursprünglichen Heimat ist die Art kein relevanter landwirtschaftlicher Schädling. Sie tritt aber an Helmbohne, Sesbania, Bohnen und Sojabohne als Schädling auf. Bei Sojabohne sind abhängig vom Grad des Befalls Ernteausfälle von 1 bis 50 %, in den USA im Durchschnitt 18 %, dokumentiert. Es ist denkbar, dass Megacopta cribraria in den USA zur Bekämpfung von Kudzu eingesetzt werden könnte, der dort als massiv invasiver Neophyt gilt. Mit Wanzen befallene Pflanzen weisen um ein Drittel weniger Biomasse auf als normalerweise üblich. Da sich die Wanzen jedoch mit Vorliebe in Aggregationen an und um Häuser ansammeln, können sie dort wiederum ein umso größerer Lästling sein. Lästig sind sie zum einen wegen der großen Individuenzahl und zum anderen, da das von ihnen abgesonderte Sekret streng riecht und Flecken an Kleidung und Kunststoffoberflächen verursacht. Die Tiere lösen auch eine allergische Reaktion der Haut des Menschen aus. Außerdem besteht die Gefahr, dass die Art auch in den USA an Bohnenkulturen als Schädling auftritt.

## Entwicklung
Die Weibchen legen ihre Eier an der Unterseite der Blätter der Nahrungspflanzen in einem Gelege ab, das aus zwei, manchmal drei parallelen Reihen von durchschnittlich 15 bis 16 Eiern besteht. Ein Weibchen legt insgesamt 26 bis 274 Eier. Unterhalb der Eier werden dunkle Kapseln abgelegt, die symbiotische Bakterien der Tiere beinhalten und von den schlüpfenden Nymphen aufgenommen werden. Die Nymphen durchleben fünf Stadien. Die Entwicklung vom Ei zum adulten Tier dauert 24 bis 56 Tage. Die Imagines haben dann eine Lebenserwartung von 23 bis 77 Tagen. In ihrer ursprünglichen Heimat entwickelt die Wanze ein bis drei Generationen pro Jahr. Von April bis Juli finden die Tiere sich in großen Paarungsaggregationen zusammen und besiedeln dann ihre Nahrungspflanzen, auf denen sie von August bis Oktober zu finden sind. Weibchen neigen dazu, paarungswilliger auf das gemeinsame Werben der Männchen in Aggregationen zu reagieren, als sie dies im Vergleich zu einzelnen werbenden Männchen sind. Die Wanzen überwintern als adulte Tiere unter abgestorbenen Pflanzenteilen, Rinde oder an geschützten Teilen von Häusern und ähnlichem. In den wärmeren Gebieten treten sie ganzjährig auf.

## Spezialisierte Feinde
In den USA sind bisher trotz umfangreicher Zuchten keine Parasitoide von Eiern oder Larven der Art nachgewiesen worden (an Imagines eine Einzelbeobachtung von Phasia robertsonii (Townsend), Familie Tachinidae), auch häufige und generalistische Eiparasitoide der nahe verwandten Pentatomidae ignorierten die Eier. Im natürlichen Verbreitungsgebiet, vor allem in Japan und China, sind Paratelenomus saccharalis (Dodd) (auch als Trissolcus sp. gemeldet) und Ooencyrtus nezarae Ishii, beide Familie Platygastridae (eine Familie der Erzwespen), die wichtigsten Eiparasitoide mit Befallsraten zwischen etwa 20 und 80 %, oft über 50 % der Eier. Ein Einsatz von Paratelenomus saccharalis, die spezifisch Plataspiden-Eier befällt, zur biologischen Schädlingsbekämpfung der Art wird zurzeit erwogen, weil es in Amerika keine natürlich vorkommenden Plataspiden gibt. Ein weiterer, weniger bedeutsamer Eiparasitoid ist etwa Encarsia boswelli (syn. Dirphys boswelli, Encarsiella boswelli, Familie Aphelinidae), es liegen außerdem Angaben über eine Reihe weiterer Encyrtidae und Platygastridae mit meist unsicherer Artbestimmung vor.
Außerdem wird die Wanzenart in Indien und Amerika von dem Pilz Beauveria bassiana befallen.

## Taxonomie und Systematik
Megacopta cribraria wurde von Johann Christian Fabricius 1798 als Cimex cribrarius erstbeschrieben. 1843 wurde die Art von Amyot und Serville in die Gattung Coptosoma und letztendlich von Hsiao und Ren im Jahr 1977 in die Gattung Megacopta gestellt, der sie auch heute noch zugerechnet wird. Megacopta punctatissima ist eine sehr ähnliche Art, die vor allem anhand ihrer Färbung und Größe unterschieden wird. Sie ist dunkler und etwas größer als Megacopta cribraria. Genitalmorphologische Unterschiede gibt es offenbar keine. Die beiden Arten bringen auch reproduktionsfähige Hybride hervor, wurden jedoch nie synonymisiert, wenngleich man vermutete, dass es sich um ein und dieselbe Art handelt. Hosokawa et al. (2007) betrachten die Aufteilung in zwei Arten jedoch als gerechtfertigt, obwohl sie auch die Hybridisierung bestätigen, da Megacopta punctatissima in Japan ein häufiger Schädling an Sojabohne ist, wohingegen Megacopta cribraria nur im Südwesten des Landes auftritt und nur selten Schäden in der Landwirtschaft und dann nicht an Sojabohne verursacht. Die beiden Arten unterscheiden sich in ihren symbiotischen Darmbakterien. Die von Megacopta punctatissima sind anders als die von Megacopta cribraria befähigt, auch Hülsenfrüchtler für die Wanzen verwertbar aufzuspalten, woraus sich die unterschiedliche Präferenz der Nahrungspflanzen ergibt. Stellt man Megacopta cribraria die Darmbakterien von Megacopta punctatissima zur Verfügung, können sie jedoch auch an Hülsenfrüchtlern fressen, wie dies auch die Tiere aus den USA tun, die aber zweifelsfrei als Megacopta cribraria identifizierbar sind. Bei den aufgezeigten Unterschieden könnte es sich daher lediglich um solche handeln, die durch die unterschiedlichen Symbionten verursacht werden, und damit steht die Konspezifität der beiden Arten im Raum. Anhand der DNA-Signatur, die Tieren aus Japan entspricht, müssten die amerikanischen Tiere eigentlich M. punctatissima zugeordnet werden, wenn die Arten tatsächlich verschieden wären.
Synonyme der Art sind:
- Cimex cribraria Fabricius, 1798
- Tetyra cribraria Fabricius, 1803
- Thyreocoris cribarius Burmeister, 1835
- Coptosoma cribrarium Amyot & Serville, 1843
- Coptosoma xanthochlora Walker, 1867

## Belege